# 伊藤健太郎 (野球)
伊藤 健太郎（いとう けんたろう、1916年〈大正5年〉12月28日 - 1944年〈昭和19年〉7月26日）は、千葉県出身のプロ野球選手（外野手）。

## 来歴・人物
千葉中学校（旧制）に進み野球部に入部する。1931年には強打でチームを牽引し南関東大会決勝で優勝、千葉中学校の甲子園初出場に大きく貢献した。
千葉中学校卒業後は東京鉄道局（現在のJR東日本硬式野球部）に入り、藤本定義監督の指導を受けた。1935年にプロ野球チームとして大日本東京野球倶楽部（東京巨人軍）が結成されると、9月に東京鉄道局と数試合対戦することとなり、東京鉄道局は巨人から2勝を挙げる。その直後に巨人の監督三宅大輔が解任されると、東京鉄道局の藤本監督が巨人の監督に招聘されたが、このとき藤本とともに巨人へ入団したのが外野手の伊藤とエースの前川八郎であった。
伊藤はプロ野球の世界でも強打を誇り、多くの試合で五番に座った。当時の巨人は、打順と同じ背番号が与えられたため、伊藤の背番号は打順と同じ「5」だった。1936年7月3日の巨人の公式戦第2試合目（対大東京軍戦）に初めて四番打者として先発出場し、3打数2安打2打点で巨人の公式戦初勝利に貢献した。その後、永沢富士雄に続く巨人の第2代四番打者として位置づけられ、通算17試合で四番に座っている。
1936年の各シーズンでは左翼手のレギュラーを務めるものの、打撃は精彩を欠いて年間通じて打率.198に終わるが、17打点は林清一（19打点）に次ぐチーム2位だった。翌1937年春のシーズンから本来の強打を発揮し始めて主に五番に座る。打率は春季.248（27位）、秋季は.236（37位）に留まるが、本塁打王の高橋吉雄（6本塁打）に1本差の5本塁打を放った。伊藤のキャリアハイは1938年で、春季.320、秋季.289でいずれのシーズンも打率5位となるなど、三冠王に輝いた四番・中島治康に次ぐ打撃成績を収めている。しかしこの年限りで応召し、一旦巨人を退団した。
1942年兵役を終えて巨人に復帰すると、再び左翼手のレギュラーとなって五番もしくは六番を打ち、打率.239（6位）、4本塁打（4位）といずれもリーグ上位につけるなどブランクを感じさせない打棒を見せた。しかし、翌1943年戦時色が濃くなるとプロ野球選手も軍需産業での労働が強いられ、野球が満足に行えなくなったことに不満を抱き、伊藤は他の選手とともに巨人を退団した。なお、伊藤は通算19本塁打を放ったが、これは戦前第6位の記録となっている。
その後、軍に入隊して南洋へ派遣される。そして1944年7月26日にグアム・マンガン山において27歳で戦死した。伊藤が在籍した9シーズンで巨人は7回の優勝を果たしている。伊藤は非常に寡黙な性格としても知られた。東京ドーム敷地内にある鎮魂の碑に、彼の名前が刻まれている。

## プレースタイル
長距離打者としての飛距離は抜群で、全盛期の伊藤と王貞治を同じ打席に立たせて競争させてみたかったと、千葉茂から評された。また、当時の広い甲子園球場の外野スタンド中段に打ち込んだのは伊藤くらいで、三冠王を獲った中島治康ですらフェンス越えがやっとだったため、「健太郎にはかなわん」と一目置いていたという。

## 詳細情報

### 年度別打撃成績
| 年 度     | 球 団     | 試 合 | 打 席 | 打 数 | 得 点 | 安 打 | 二 塁 打 | 三 塁 打 | 本 塁 打 | 塁 打 | 打 点 | 盗 塁 | 盗 塁 死 | 犠 打 | 犠 飛 | 四 球 | 敬 遠 | 死 球 | 三 振 | 併 殺 打 | 打 率 | 出 塁 率 | 長 打 率 | O P S |
| --------- | --------- | ----- | ----- | ----- | ----- | ----- | -------- | -------- | -------- | ----- | ----- | ----- | -------- | ----- | ----- | ----- | ----- | ----- | ----- | -------- | ----- | -------- | -------- | ----- |
| 1936春夏  | 巨人      | 7     | 33    | 26    | 4     | 6     | 2        | 1        | 0        | 10    | 5     | 2     | --       | 0     | --    | 7     | --    | 0     | 5     | --       | .231  | .394     | .385     | .779  |
| 1936秋    | 巨人      | 27    | 114   | 95    | 9     | 18    | 5        | 4        | 1        | 34    | 12    | 5     | --       | 0     | --    | 19    | --    | 0     | 14    | --       | .189  | .325     | .358     | .682  |
| 1937春    | 巨人      | 33    | 123   | 101   | 19    | 25    | 6        | 3        | 1        | 40    | 14    | 1     | --       | 1     | --    | 20    | --    | 1     | 23    | --       | .248  | .377     | .396     | .773  |
| 1937秋    | 巨人      | 43    | 169   | 144   | 20    | 34    | 5        | 0        | 5        | 54    | 20    | 3     | --       | 0     | --    | 24    | --    | 1     | 26    | --       | .236  | .349     | .375     | .724  |
| 1938春    | 巨人      | 30    | 128   | 103   | 17    | 33    | 5        | 2        | 1        | 45    | 16    | 2     | --       | 0     | --    | 25    | --    | 0     | 20    | --       | .320  | .453     | .437     | .890  |
| 1938秋    | 巨人      | 40    | 179   | 149   | 18    | 43    | 7        | 1        | 4        | 64    | 25    | 2     | --       | 0     | --    | 29    | --    | 0     | 25    | --       | .289  | .404     | .430     | .834  |
| 1942      | 巨人      | 96    | 331   | 305   | 19    | 73    | 18       | 0        | 4        | 103   | 34    | 2     | 6        | 5     | --    | 21    | --    | 0     | 25    | --       | .239  | .288     | .338     | .626  |
| 1943      | 巨人      | 44    | 149   | 138   | 7     | 21    | 4        | 2        | 3        | 38    | 16    | 1     | 1        | 0     | --    | 11    | --    | 0     | 13    | --       | .152  | .215     | .275     | .490  |
| 通算：5年 | 通算：5年 | 320   | 1226  | 1061  | 113   | 253   | 52       | 13       | 19       | 388   | 142   | 18    | 7        | 6     | --    | 156   | --    | 2     | 151   | --       | .238  | .337     | .366     | .703  |

- 各年度の太字はリーグ最高

### 背番号
- 5（1936年 - 1938年、1942年 - 1943年）